# کورته پالازیو
کورته پالازیو (به ایتالیایی: Corte Palasio) یک کومونه در ایتالیا است که در استان لودی واقع شده‌است.

## خصوصیات
کورته پالازیو ۱۵ کیلومترمربع مساحت و ۱٬۵۸۸ نفر جمعیت دارد.